# Limes Saxoniae

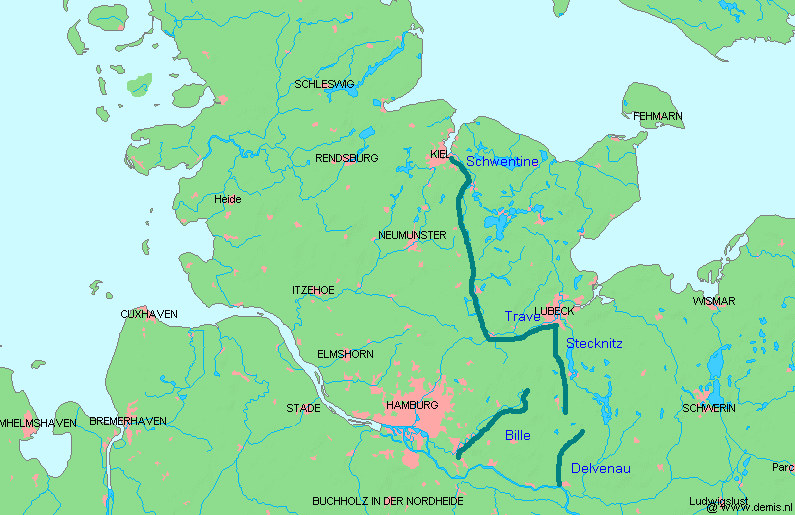
Limas Saxoniae

El Limes Saxoniae («frontera sajona» en latín) también llamado Limes Saxonicus o Sachsenwall («Muralla sajona» en alemán), fue un limes, o frontera, no fortificado entre los sajones y los abodritas eslavos establecido hacia el año 810 en las tierras del actual Schleswig-Holstein.

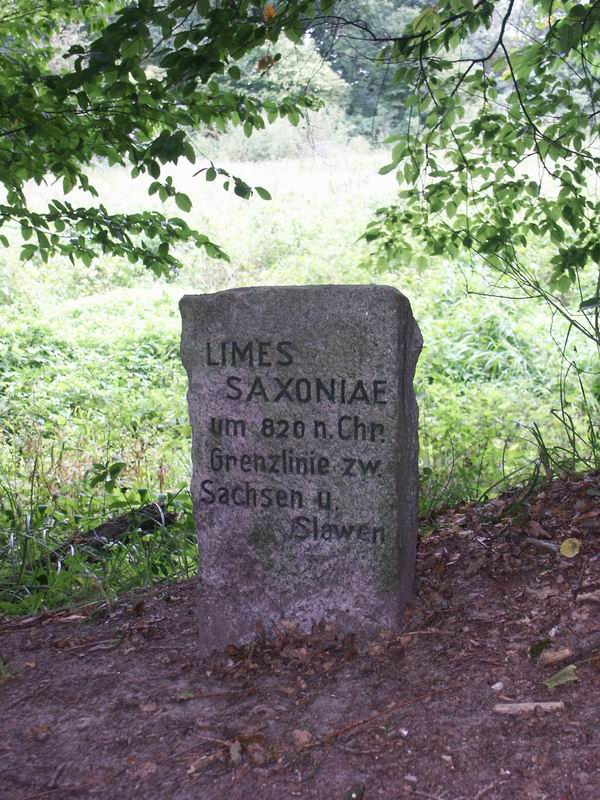
Hito del Limes Saxoniae cerca de Hornbek

Después de que Carlomagno expulsara a los sajones de algunas de sus tierras originales y se las diera a sus aliados abroditas, los carolingios terminaron venciendo a aquellos en las guerras sajonas. En el año 811 se firmó el Tratado de Heiligen con los vecinos daneses y al mismo tiempo parece haberse logrado un acuerdo fronterizo con los eslavos polabios en el este. Esta frontera no fue pensada como línea fortificada, sino como un mero trazado de límites, en una zona boscosa muchas veces inpracticable. Según Adán de Bremen en el Gesta Hammaburgensis ecclesiae pontificum, aproximadamente en el año 1075 discurría del Elba cerca de Boizenburg hacia el norte, a lo largo del río Bille, hasta la desembocadura del Schwentine en el fiordo de Kiel y el mar Báltico.
Fue atravesado varias veces por los obodritas (en el 983 y 1086) y por los polacos de Miecislao II Lampert (en el 1028 y 1030). El limes fue abandonado durante la primera fase del Ostsiedlung, cuando el conde Enrique de Badewide atacó las tierras de los wagrios en 1138/39 y la población eslava fue germanizada.